# Piazza San Venceslao
La piazza di San Venceslao () è un viale di Praga, nel quartiere di Città Nuova (Nové Město). La piazza è una delle maggiori attrazioni turistiche della capitale ceca.

## Storia
La piazza è conosciuta perché divenuta luogo di memoria il 16 gennaio 1969, quando vi si diede fuoco Jan Palach, studente universitario di filosofia, in segno di protesta contro l'invasione sovietica della Cecoslovacchia del 21 agosto 1968, tesa a mettere fine a quel movimento politico riformista noto con il nome di Primavera di Praga.
La piazza si può definire anomala: in effetti, si tratta di un largo viale di 750 m di lunghezza e con un'area totale di 45.000 m2, luogo abituale di manifestazioni pubbliche, nonché di dimostrazioni di popolo. Si tratta, ad esempio, del luogo dove il 28 ottobre 1918 venne dichiarata l'indipendenza della Cecoslovacchia dall'Impero austro-ungarico.

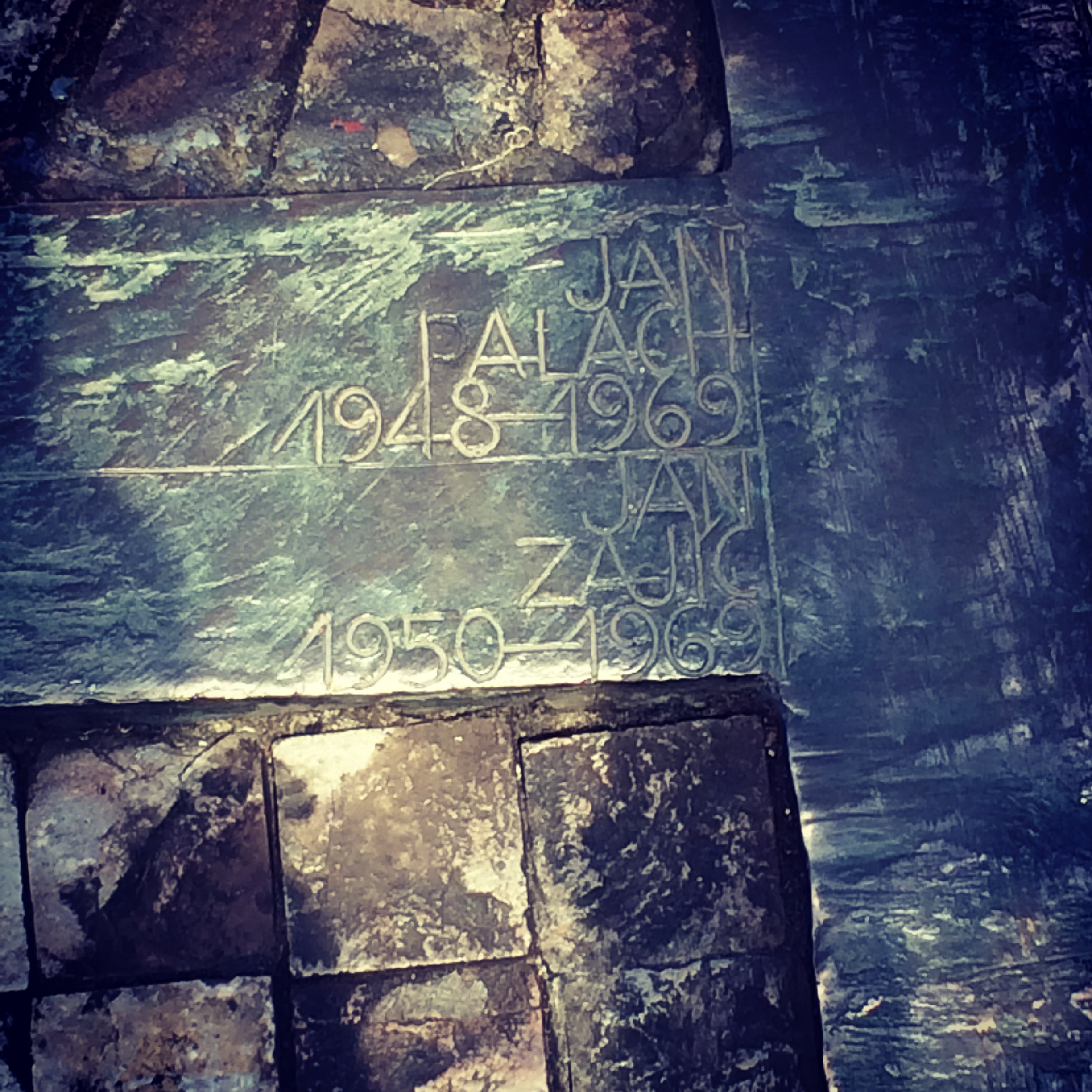
Iscrizione sulla Croce dedicata a Jan Palach e Jan Zajíc in Piazza San Venceslao

Per la sua conformazione è spesso chiamata dagli abitanti della città Piccoli Champs-Élysées, per la somiglianza con il celebre boulevard di Parigi. Il nome della piazza deriva dal santo protettore della Repubblica Ceca, San Venceslao, la cui statua equestre, di notevoli dimensioni, domina un lato della piazza.
Sulla piazza sono presenti alcuni edifici importanti quali il Museo nazionale (Národní muzeum) e il Grand Hotel Europa. Sui lati si affacciano, inoltre, due stazioni della metropolitana. Nelle vicinanze del museo vi è la stazione di Muzeum mentre dall'altra parte c'è la stazione di Můstek.